# Munții Buzăului
Munții Buzăului reprezintă o grupă de munți mijlocii, aflată aproximativ în partea centrală a Carpaților de Curbură din Carpații Orientali. Numele provine de la râul Buzău, care-i străbate și care, împreună cu afluenții săi, îi fragmentează în unități și subunități. Aceștia sunt situați în mare parte pe teritoriul județului Buzău, ocupând aproximativ 25% din suprafața acestuia.
Principalele unități ale Munților Buzăului sunt reprezentate de:
- Munții Penteleu
- Munții Siriului
- Culmea Mâlâia
- Munții Tătaru
- Culmea Monteoru

- Munții Podu Calului
- Culmea Ivănețu

Cel mai înalt vârf al acestora este Penteleu (1772 m).

## Caracteristici generale:
- s-au format prin încrețirea scoarței terestre, de-a lungul mai multor fazede înălțare
- sunt formați exclusiv din roci sedimentare (fliș), strâns cutate
- relieful are înfățișarea generală a unor munți cu altitudini mici și mijlocii (1000-1800m), alcătuiți din culmi rotunjite sau înguste, fragmentate de depresiuni (Nehoiu, Varlaam, Comandău), de văi adânci cu trecători (Buzău), de șei largi cu pasuri (Tabla Buții, Ivăneț)
- în sudul acestui sector apare o zonă de interferență carpato-subcarpatică prin pătrunderea unor pinteni montani (Ivănețu, Văleni) în zona deluroasă
- au o mobilitate tectonică actuală manifestată prin înălțări (0,5-1mmm/an) și mișcări seismice intense, mai ales în zona epicentrală a Vrancei
- curtemurele, defrișările, precipitațiile abundente, înghețul/dezghețul produc o intensificare a proceselor de modelare a reliefului prin declanșarea unor alunecări de amploare și a unor prăbușiri pe versanții abrupți(ex. Munții Siriului și Munții Podu Calului)
- zona montană a Buzăului se găsește într-un stadiu de evoluție continuă și rapidă a reliefului prin modelarea versanților sau ridicarea și coborârea unor sectoare.[1]

## Imagini

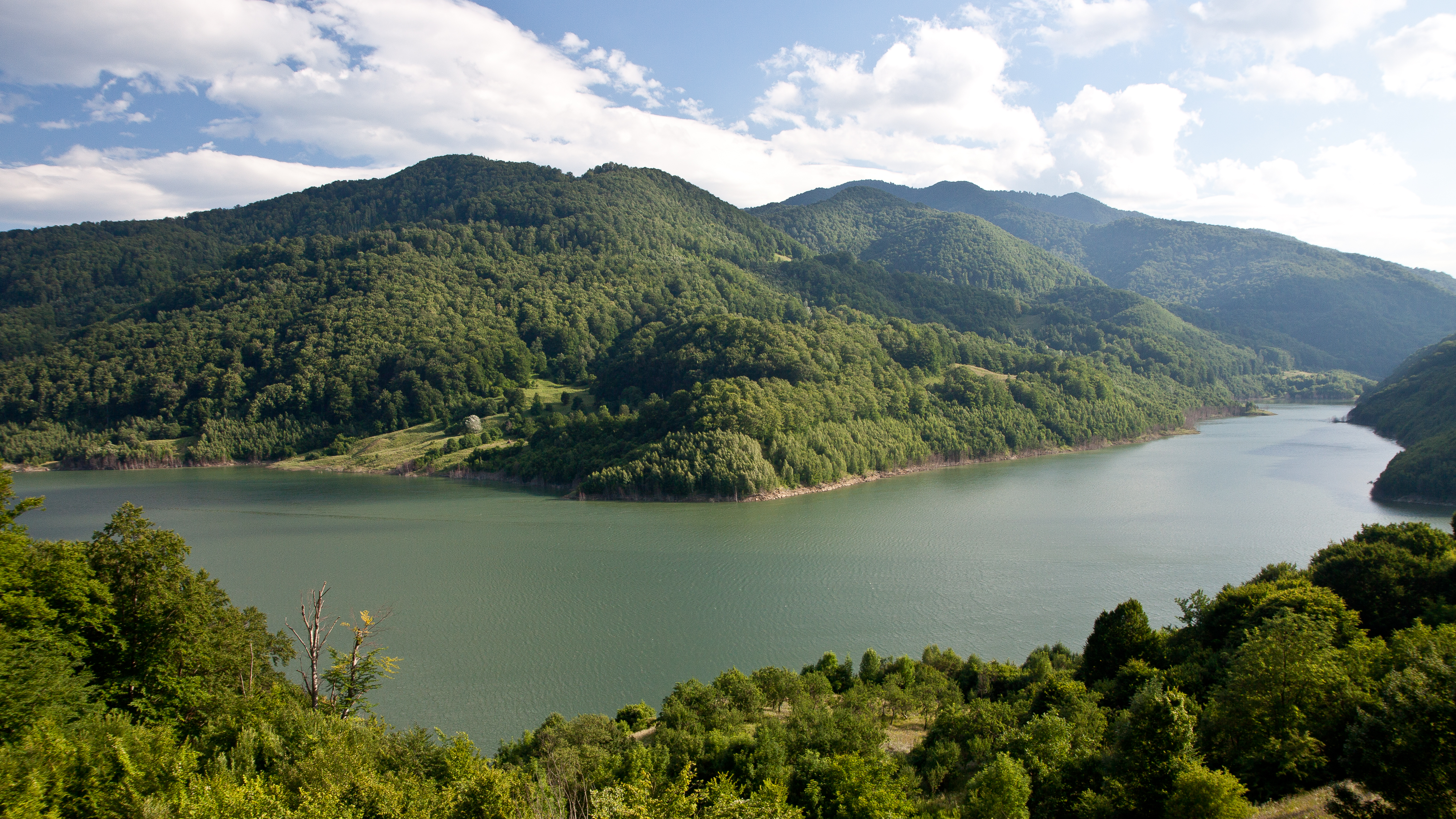
Lacul Siriu
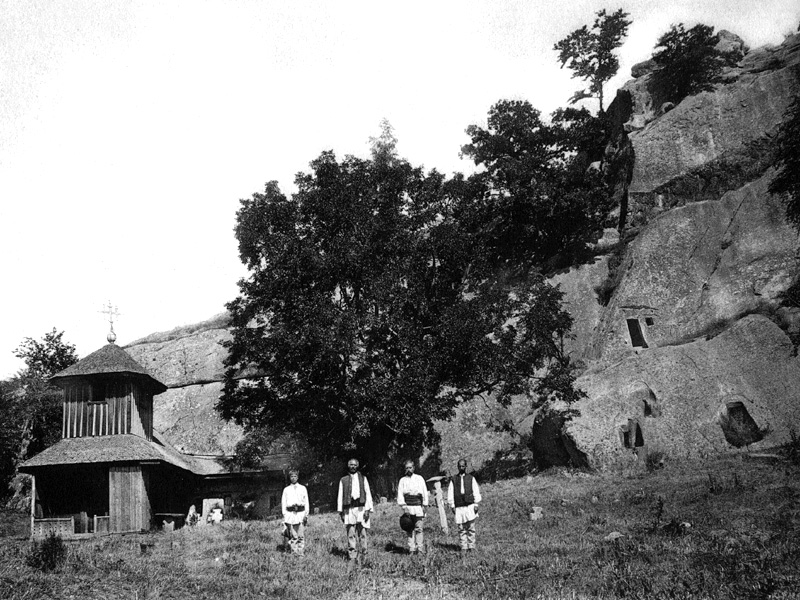
Chiliile rupestre de la Aluniș

1. 1 2  Alexandru, Mihaela-Florina; Mîncu, Mihai Marius; Petcu, Laura Graţiela (2021). Geografia judeţului Buzău. Alpha MDN. p. 8-9.